# Plectus chengmohliangi
Plectus chengmohliangi is een rondwormensoort uit de familie van de Plectidae. De wetenschappelijke naam van de soort is voor het eerst geldig gepubliceerd in 1932 door Hoeppli & Chu.